# Liberty (Tennessee)
Pour les articles homonymes, voir Liberty.
Liberty est une municipalité américaine située dans le comté de DeKalb au Tennessee.

## Géographie
Selon le Bureau du recensement des États-Unis, la municipalité s'étend en 2010 sur une superficie de 1,12 mille carré (2,9 km2).

## Histoire
En 1797 Adam Dale, vétéran de la guerre d'indépendance des États-Unis, s'implante sur les rives de Smith Fork Creek et créée un moulin (Dale Mill). En 1807, il fonde la localité de Liberty. Un bureau de poste y ouvre l'année suivante et Liberty devient une municipalité en 1831. Elle devient un important centre d'échange pour les fermes de la région.
Le quartier historique de Liberty, qui regroupe de nombreux bâtiments résidentiels et commerciaux du XIXe siècle et du début du XXe siècle, est inscrit au Registre national des lieux historiques depuis 1987.

## Démographie
Lors du recensement de 2010, sa population est de 310 habitants.